# Vengo
Vengo (hiszp. Vengo) – francusko–hiszpański-niemiecko-japoński musical filmowy z 2000 roku w reżyserii Tony’ego Gatlifa. Obraz otrzymał Cezara za najlepszą muzykę filmową.

## Flamenco
Motywem przewodnim filmu jest muzyka flamenco, której autorami są:
- Tomatito,
- Remedios Silva Pisa,
- La Paquera de Jerez,
- Tony Gatlif,
- La Caita,
- Mostafa Benhmad,
- Sheikh Ahmad Al Tuni,
- Gritos de Guerra,
- Maria La Coneja,
- Groupe Jose,
- Gadjo Dillo.

## Fabuła
Akcja filmu rozgrywa się w hiszpańskiej Andaluzji, w środowisku tamtejszych Cyganów. Ukazany jest konflikt pomiędzy dwiema rodzinami oraz silne więzi wewnątrz nich. Główny bohater Caco (Antonio Canales) opłakuje śmierć zmarłej córki i troszczy się o niepełnosprawnego siostrzeńca Diego (Orestes Villasan Rodriguez).